# Цистэктомия

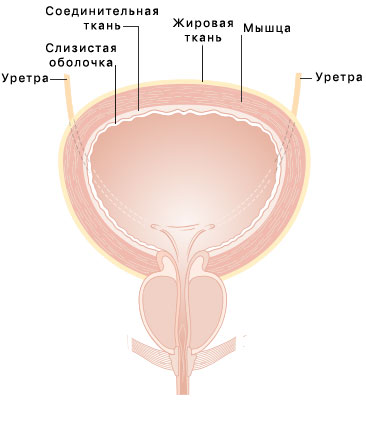
Мочевой пузырь

Цистэктоми́я — это медицинский термин для обозначения хирургического удаления мочевого пузыря или его части. В редких случаях используется для удаления кист мочевого пузыря. Наиболее распространенным показанием, требующим удаления мочевого пузыря, является рак мочевого пузыря.
Существует два типа цистэктомии:
1. Частичная цистэктомия (также известная как сегментарная цистэктомия) включает удаление только части мочевого пузыря.[3]
2. Радикальная цистэктомия — включает удаление всего мочевого пузыря вместе с окружающими лимфатическими узлами и другими близлежащими органами, которые содержат злокачественные новообразования.[4]

Оценка ткани, удаленной во время цистэктомии и диссекции лимфатических узлов, помогает определить стадию рака. Этот тип постановки стадии рака можно использовать для определения необходимости дальнейшего обследования, лечения и последующего наблюдения, а также потенциального прогноза.
После удаления мочевого пузыря необходимо формирование нового резервуара для удержания мочи, что называется отведением мочи.

## Применение

### Злокачественность
Радикальная цистэктомия является рекомендуемым лечением рака мочевого пузыря, который поразил мышцу мочевого пузыря. Цистэктомия также может применяться к пациентам с высоким риском прогрессирования рака или при отсутствии реакции рака на менее инвазивное лечение.

## Виды
При определении типа предстоящей цистэктомии учитывается множество факторов. Некоторые из этих факторов включают: возраст, общее состояние здоровья, базовую функцию мочевого пузыря, тип рака, локализацию, размеры и стадию рака.

### Частичная цистэктомия
Частичная цистэктомия включает удаление только части мочевого пузыря и проводится для удаления некоторых доброкачественных и злокачественных опухолей, локализованных в мочевом пузыре. Кандидатами на частичную цистэктомию являются пациенты с одиночными опухолями, которые расположены вблизи купола, верха или дивертикуле мочевого пузыря, опухолями не проникающими в мышцу мочевого пузыря или опухолями, который не является карциномой in situ (CIS). Частичная цистэктомия также может быть выполнена для удаления опухолей, которые возникли и распространились из соседних органов, таких как толстая кишка.

### Радикальная цистэктомия
Радикальная цистэктомия чаще всего проводится при раке, который проник в мышцу мочевого пузыря. При радикальной цистэктомии мочевой пузырь удаляется вместе с окружающими лимфатическими узлами (рассечение лимфатических узлов) и другими органами, которые поражены раком. У мужчин это может включать простату и семенные пузырьки. У женщин это может быть часть влагалища, матки, маточных труб и яичников.

## Техники

### Открытая цистэктомия
При открытой радикальной цистэктомии производится большой разрез в середине живота чуть выше или рядом с пупком до лобкового симфиза. Следующие этапы процедуры могут осуществляться в различном порядке и зависят от показаний и оперирующего хирурга:
- Мочеточники отделяются от мочевого пузыря.
- Мочевой пузырь отделяется от окружающих структур и удаляется.
- Уретра, которая отводит мочу из мочевого пузыря, также может быть удалена при поражении опухолью.
- У мужчин может удаляться простата.
- Производится диссекция тазового лимфатического узла.
- При необходимости создается отведение мочи, и свободные концы мочеточников соединяются с отводом.

### Минимально инвазивная цистэктомия
Минимально инвазивная (или малоинвазивная) радикальная цистэктомия (МИРЦ), более известная как робото-ассистированная лапароскопическая радикальная цистэктомия проводится пациентам в зависимости от факторов, включая, но не ограничиваясь:
- Общее состояние здоровья (особое внимание уделяется состоянию легких).
- Индекс массы тела (ИМТ).
- Количество и виды предыдущих операций.
- Расположение и размер рака мочевого пузыря.

В МИРЦ производится несколько небольших разрезов на животе для введения хирургических инструментов. Эти инструменты подключаются к хирургическому роботу, которым управляет хирург. При выполнении данной процедуры используется положение вниз головой (положение Тренделенбурга), а брюшная полость наполняется газом (инсуффляция), чтобы улучшить видимость и увеличить рабочее пространство для проведения операции. Остальная часть процедуры выполняется аналогично открытой цистэктомии.

## Противопоказания
Как правило, нет никаких особых противопоказаний к проведению цистэктомии. Однако, цистэктомия не должна проводиться у людей, состояние здоровья которых не удовлетворяет требованиям для проведения серьезных хирургических процедур. Это включает людей, которые не переносят общую анестезию, или людей с тяжелыми сопутствующими заболеваниями или заболеваниями с непредсказуемым течением, такими как диабет, болезни сердца, легких, почек или печени. Запрет также касается лиц, которые серьезно истощены, имеют проблемы со свертыванием крови или серьезные отклонения в результатах лабораторных исследований. Кроме того, люди с заболеванием в активной фазе или наличием инфекций должны отложить операцию до выздоровления.
Роботизированная или лапароскопическая хирургия противопоказана лицам с тяжелыми заболеваниями сердца и легких. Применение этого метода  позиционирования (положение Тренделенбурга) и абдоминальная инсуффляция создают дополнительную нагрузку на стенку грудной клетки, нарушая функцию легких и их способность насыщать кровь кислородом.
Частичная цистэктомия противопоказана при раке мочевого пузыря, называемый карциномой in situ (CIS). Другие противопоказания для частичной цистэктомии включают резко уменьшенную емкость мочевого пузыря или рак в непосредственной близости от мочепузырного треугольника (trigonum vesicae; треугольник Льето), где мочеиспускательный канал и мочеточники соединяются с мочевым пузырем.

## Риски и осложнения
Радикальная цистэктомия с созданием отведения мочи несет несколько рисков осложнений из-за масштабов и сложности операции. Как и в случае большинства обширных хирургических вмешательств, существуют риски, связанные с введением наркоза, а также риски кровотечения, тромбов, инфаркта, инсульта и пневмонии или других респираторных заболеваний. Также имеется риск инфицирования мочевыводящих путей, брюшной полости и желудочно-кишечного тракта. Существует риск занесения инфекции в местах выполнения разрезов, необходимых для проведения операции.
Осложнения схожи при использовании обоих техник, как открытой, так и малоинвазивной цистэктомии, и включают в себя следующее:

### Желудочно-кишечный тракт
Осложнения, затрагивающие подвздошную кишку, при которых движение в кишечнике замедляется, являются наиболее распространенными после цистэктомии. Это связано с целым рядом факторов, включая вынужденные манипуляции с кишечником из-за его близости к мочевому пузырю, фактическую операцию на кишечнике для создания нового мочевого пузыря или даже осложнения от некоторых наркотических препаратов, применяемых для анастезии. В дополнение к замедлению в тонкой кишке, в ней может развиться непроходимость. После создания отведения мочи содержимое кишечника может просачиваться в брюшную полость в месте проведения анастомоза кишки (повторного соединения).

### Мочеиспускательный канал
При создании отведения мочи (неоцистис) возможно развитие закупорки мочеточников, что препятствует оттоку мочи из почек. Возникновение данного осложнения может потребовать установки чрескожной нефростомической трубки для обеспечения необходимого отведения мочи из организма. Закупорка мочеточника чаще всего происходит в месте, где мочеточники повторно соединяются с созданным мочевым пузырем (неоцистис). В некоторых случаях, для снижения риска данного осложнения, во время операции внутрь мочеточника устанавливается небольшая полая гибкая трубка (стент), чтобы помочь восстановлению тканей в месте соединения. Это место повторного соединения (анастомоз) также подвержено риску утечки мочи в брюшную полость.
При проведении частичной цистэктомии, возможность повреждения мочеточника зависит от местоположения удаленной опухоли. Данное осложнение также может потребовать дополнительной процедуры для восстановления.

### Повреждение нервов
Место проведения операции несет риск повреждения нервов в малом тазу во время удаления мочевого пузыря или лимфатических узлов. Нервы в этой области ответственны за движение и чувствительность ног и включают запирательный нерв, бедренно-половой нерв и бедренный нерв.
Любое из этих осложнений может потребовать проведение дополнительной операции или повторной госпитализации.

## Послеоперационное восстановление

### Рацион
Сразу после операции пациентам запрещен прием пищи или жидкости из-за вовлечения в операцию желудочно-кишечного тракта. Впоследствии диету пациента постепенно переводят на жидкости, а затем твердую пищу, как только это становится возможным. При возникновении желудочно-кишечных осложнений, таких как тошнота, рвота или вздутие живота, прием пищи может быть прекращен или диета может быть скорректирована в зависимости от тяжести состояния.

### Контроль боли
Внутривенные обезболивающие препараты (например, наркотические обезболивающие), обычно используются сразу после операции. Переход на пероральный прием может быть произведен, как только пациент сможет переносить прием обезболивающих в данной форме.

### Физическая активность
Ранняя активность рекомендуется после операции. Люди могут ходить и сидеть уже в день операции. Обычно люди начинают ходить по своей комнате или больничной палате в течение одного или двух дней после операции. Некоторым людям может потребоваться дополнительное лечение или физиотерапия.

### Профилактика венозной тромбоэмболии
Мероприятия для предотвращения венозной тромбоэмболии (ВТЭ) выполняются как до, так и после операции. Обычно используются компрессионные устройства вокруг ног или лекарства, такие как гепарин или гепарин с низкой молекулярной массой (антикоагулянты). Профилактика венозной тромбоэмболии с использованием гепарина с низкой молекулярной массой может продолжаться после выписки из больницы при необходимости.

### Послеоперационное наблюдение
Если была проведена открытая цистэктомия, швы, закрывающие разрез, обычно удаляются через 5-10 дней после операции. Дальнейшее наблюдение хирургом обычно назначается через 4-6 недель после операции и может включать лабораторные или визуализирующие исследования для оценки выздоровления, а также дальнейшего ухода и наблюдения.